# Gumboda, Norsjö kommun
Gumboda är en ort i Norsjö kommun, belägen vid Skellefteälvens norra strand sydöst om Svansele.

## Administrativ historik
SCB klassade Gumboda som en småort vid avgränsningen år 1995. Då omfattade den 7 hektar och hade 55 invånare. Vid avgränsningen 5 år senare var invånarantalet under 50 personer och området räknades inte längre som småort. Vid efterföljande avgränsning, år 2005, uppgavs Gumboda återigen ha 55 invånare och denna gång blev det en småort omfattande en yta av 21 hektar. Vid avgränsningen 2010 räknades området inte längre som en småort, men återfick den klassningen 2015 som förlorades igen 2020.